# الصريح (إربد)
الصريح بلدة أردنية تقع شمال الأردن، تحديداً في الجهة الجنوبية الشرقية من محافظة إربد، تتبع إدارياً قضاء بني عبيد في محافظة إربد، تبعد عن العاصمة عمان 70 كم وعن مدينة إربد 8 كم. ويوجد لها أكثر من 15 مدخل كطرق رئيسية جيدة للوصول إليها، تحتضن البلدة نادي كرة قدم معروف، يُدعى نادي الصريح.

## الموقع
تقوم على أرض زراعية منبسطة ذات تربة حمراء اللون، وترتفع حوالي 600 متر فوق مستوى سطح البحر ويحدها من الشرق الرمثا ومن الغرب إربد وإيدون، ومن الشمال حوارة ومن الجنوب الحصن.
وتمتاز الصريح بسهولها الشاسعة ذات التربة الحمراء الخصبة التي تمتد من شرق مدينة الأمير الحسن بن طلال الرياضية وانتهاء بجامعة العلوم والتكنولوجيا الأردنية.

## شخصيات
- الاستاذ العلامة عمر اللافي العثامنه خريج جامعة الأزهر الشريف .
- حسني أحمد خالد الشياب1942-2020: عضو في حزب البعث العربي ونائب سابق معارض في مجلس النواب الأردني الحادي عشر1989، ومن ابرز قيادات الجبهة الوطنية للإصلاح .
- علي النعسان: رئيس السلطة القضائية سابقاً ورئيس محكمة التمييز حتى عام 1994، ومن أبرز قيادات القضاء الأردني.
- عبد الرؤوف الروابدة: رئيس الوزراء لمرتين، ونائب سابق لأكثر من دورة في مجلس النواب الأردني، عضو في مجلس الاعيان.
- كامل العجلوني: وزير صحة سابقاً ورئيس جامعة العلوم والتكنولوجيا الأردنية سابقا.ً
- أحمد محمود الشياب: محافظ الزرقاء وعجلون سابقًا. [1] [2]
- محمود الشياب: وزير صحة سابقا، رئيس مستشفى الملك عبد الله الجامعي سابقا.
- عبد الرحيم العكور وزير الدولة لشؤون رئاسة الوزراء سابقاً، ونائب سابق في مجلس النواب الأردني ووزير الشؤون والمقدسات الإسلامية، وعين في مجلس الأعيان الأردني.
- حسني فندي الشياب، نائب في مجلس النواب الأردني «الخامس عشر، السادس عشر، السابع عشر، الثامن عشر».
- محسن الرجوب، نائب في مجلس النواب الأردني السابع عشر.
- محمد عقيل خطار شطناوي : نائب في مجلس النواب الأردني. [3] [4]
- ذيب مرجي، نائب في مجلس النواب الأردني الحادي عشر.
- محمد علي العكور، نائب في مجلس النواب الاردني التاسع عشر.